# Mobilapplikation
En mobilapplikation er en softwareapplikation, som er specielt designet og udviklet til et konkret formål på mobile computere.
Disse Apps distribueres ofte gennem App Stores, som typisk drives af ejerne af det mobile styresystem, hvortil man ønsker at downloade App'en. Apps kan også downloades fra websider. Nogle af de mest velkendte App Stores, er Apples App Store og Google Play, hvor brugerne i de respektive styresystemer har mulighed for at downloade applikationer enten gratis eller mod betaling.

## Historie
Til at starte med var det kun muligt at interagere med forud installerede Apps som ejerne af det mobile styresystem havde valgt skulle være på mobiltelefonerne. I 2008 åbnede Apple dog op for deres såkaldte App Store, hvor det blev muligt for 3. parts udviklere at udvikle deres egne Apps og derefter få dem godkendt til at ligge i Apple App Store og dermed gjort tilgængelig for alle brugerne af iPhones.
For at sikre at brugerne ikke kom til at downloade Apps med virus og andre trusler mod deres iPhone, valgte Apple at alle Apps skulle igennem en godkendelses process hos Apple, hvilket har betydet at brugerne trygt og sikkert kan downloade alle de Apps de vil uden at skade deres telefonen. Når man som udvikler vælger at udvikle en mobilapplikation til Google Play, kan man delvis undgå denne verificering af Apps, hvilket gør at langt flere Apps kan blive tilgængelige da der dermed ikke drives samme form for censur som hvis man udvikler Apps til Apple App Store. Dette medfører dog en større risiko for at downloade Apps indeholdende virus eller andre skadelige bits.
| Software | Spire Denne artikel om software og programmering er en spire som bør udbygges. Du er velkommen til at hjælpe Wikipedia ved at udvide den. |